# آلمناسید د تلدو
آلمناسید د تلدو (به اسپانیایی: Almonacid de Toledo) یک شهرستان در اسپانیا است که در استان تولدو واقع شده‌است.

## خصوصیات
آلمناسید د تلدو ۹۶ کیلومترمربع مساحت و ۸۱۳ نفر جمعیت دارد و ۷۲۰ متر بالاتر از سطح دریا واقع شده‌است.